# Kathy Reichs

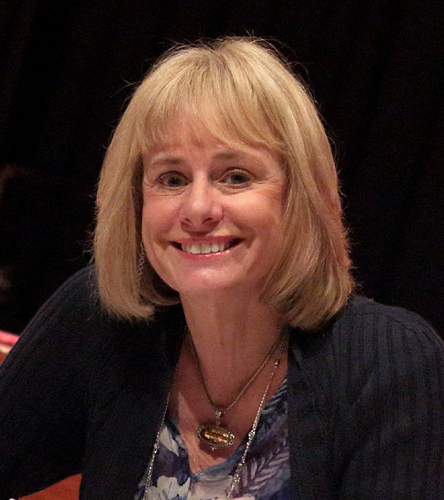
Kathy Reichs (2013)

Kathleen Joan „Kathy“ Reichs (* 7. Juli 1948 in Chicago, Illinois) ist eine US-amerikanische Anthropologin und Schriftstellerin.

## Leben

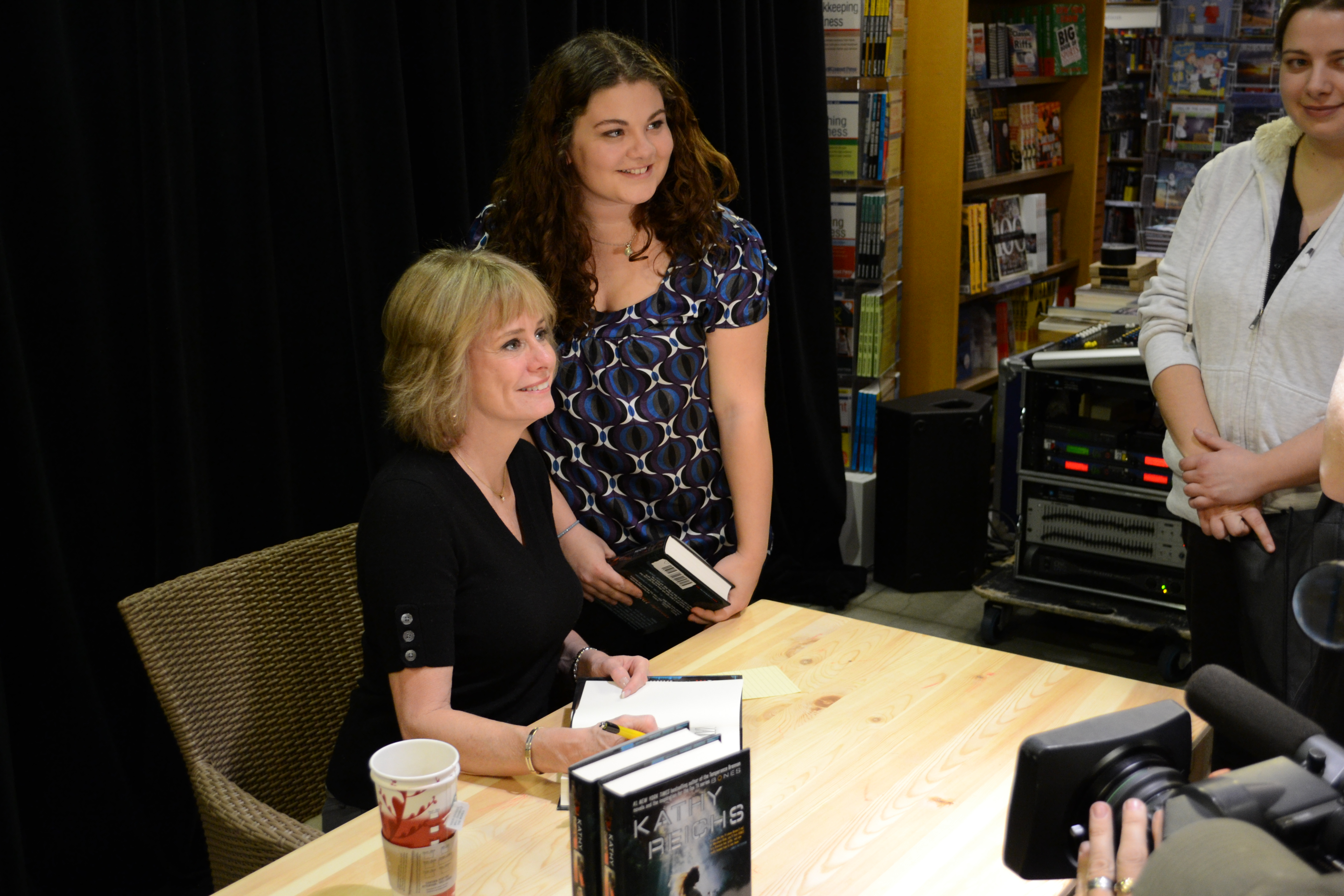
Kathy Reichs bei einer Signierstunde, November 2010

Kathy Reichs wuchs in Chicago zusammen mit drei Schwestern auf. Ihre Mutter war Musikerin des städtischen Symphonie-Orchesters, ihr Vater Geschäftsführer.
Reichs lebt in Charlotte (North Carolina)  und Montréal (Kanada). Sie studierte unter anderem Archäologie und ist heute eine von nur 88 durch die American Board of Forensic Anthropology zugelassenen forensischen Anthropologen. Sie arbeitet für das Office of the Medical Examiner in North Carolina sowie für das Laboratoire de Sciences Judiciaires et de Médecine Légale in Montréal. Außerdem ist sie als Professorin für Anthropologie an der University of North Carolina at Charlotte tätig und doziert an der Akademie des FBI in Quantico (Virginia). Reichs hat zahlreiche wissenschaftliche Schriften veröffentlicht.
Als Mitglied einer staatlichen Katastrophen-Einsatzgruppe war sie unter anderem an der Identifizierung der Opfer des Terroranschlags auf das World Trade Center in New York am 11. September 2001 beteiligt. Im Auftrag der Vereinten Nationen half sie außerdem dabei, die Identität von exhumierten Leichen aus Massengräbern in Ruanda und Guatemala zu klären.
1997 erschien Reichs erster Kriminalroman Déjà Dead, der im folgenden Jahr unter dem Titel Tote lügen nicht in deutscher Übersetzung veröffentlicht wurde. Für dieses Werk erhielt die Autorin 1998 den „Arthur Ellis Award“ der Crime Writers of Canada für die beste Erstveröffentlichung.
Ihr Privatleben schirmt Reichs weitgehend von der Öffentlichkeit ab. Im Alter von 19 Jahren heiratete sie 1968 den Juristen Paul Reichs, mit dem sie zwei Töchter und einen Sohn hat.

## Die Figur Temperance Brennan

### Die Temperance-Brennan-Romane

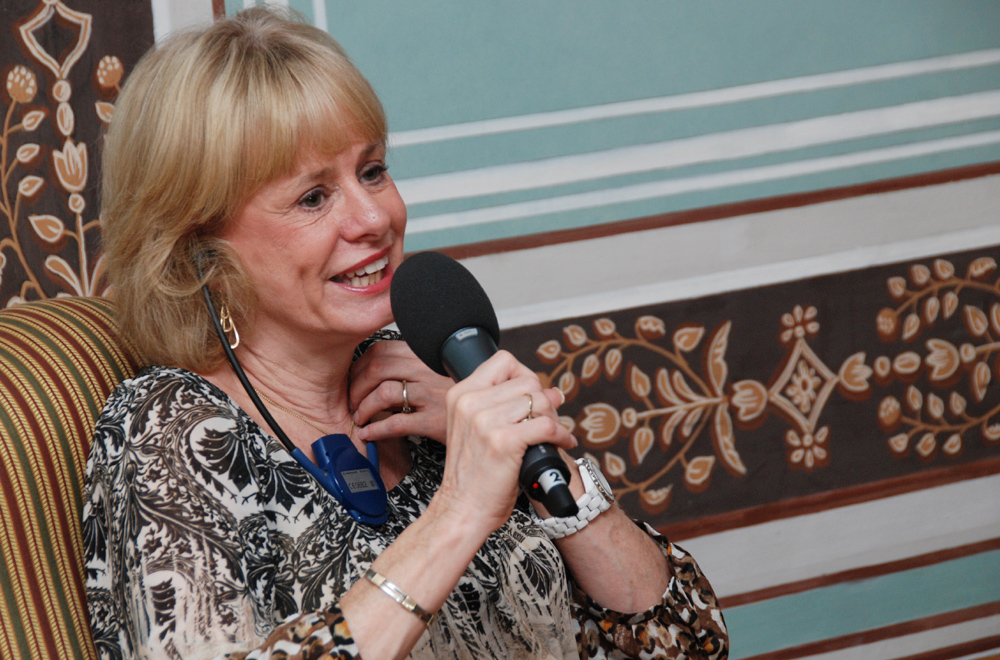
Kathy Reichs (2012)

Ihre berufliche Erfahrung hat Reichs in eine Reihe von international erfolgreichen Kriminalromanen einfließen lassen. In ihren Büchern löst die Ich-Erzählerin, eine forensische Anthropologin namens Dr. Temperance „Tempe“ Brennan, komplizierte Mordfälle. Dabei gerät die Anfang bis Mitte 40-Jährige ein ums andere Mal selbst in Lebensgefahr. Ebenso wie die Autorin selbst pendelt die Romanfigur ständig zwischen North Carolina und Québec. Außerdem arbeitet sie an den gleichen Instituten wie ihre Schöpferin. Reichs betont allerdings, Temperance Brennan sei trotz vieler Gemeinsamkeiten nicht als ihr Alter Ego zu betrachten.
Zu den in Reichs Geschichten ständig wiederkehrenden Nebenfiguren zählen Dr. Brennans Tochter Katy, ihre Schwester Harriet („Harry“) und ihr Ehemann Pete, von dem sie seit einigen Jahren getrennt lebt. Mit dem attraktiven kanadischen Lieutenant-Détective Andrew Ryan ist die Romanheldin mal mehr, mal weniger eng verbandelt. Zu ihren männlichen Kollegen und Vorgesetzten hat sie oft ein gespanntes Verhältnis. Vor allem der gegenüber den wissenschaftlichen Methoden der Verbrechensaufklärung skeptisch eingestellte kanadische Polizeiermittler Luc Claudel schafft es immer wieder, sich den Zorn der Heldin zuzuziehen.
Die überwiegend auf Reichs Berufspraxis basierenden Fälle, mit denen es Temperance Brennan in den Romanen zu tun bekommt, sind vor allem von besonders grausamen Morden geprägt. Gelegentlich sind sogar kleine Kinder unter den bis zur Unkenntlichkeit zugerichteten Opfern, von denen meist nur noch einzelne Körperteile gefunden werden. Bei den Tätern handelt es sich oft um Psychopathen, die ohne Grund oder im Rahmen obskurer Rituale handeln.
Zudem arbeitet Dr. Brennan gelegentlich an archäologischen Knochenfunden. Dies gilt vor allem für den 2005 erschienenen Roman Totgeglaubte leben länger, der mit deutlichen Parallelen zu Dan Browns Bestseller Sakrileg eine Sonderstellung innerhalb von Reichs Romanen einnimmt und die Heldin auf der Spur eines über 2000 Jahre alten Geheimnisses nach Israel führt. Dieser Roman bezieht sich auch auf die Thesen, die James Tabor in seinem Werk „Die Jesus-Dynastie“ thematisierte.
Die gerichtsmedizinischen Untersuchungen werden von Reichs detailliert und wissenschaftlich-nüchtern geschildert. Da ein Teil der Geschichten im französischsprachigen Teil Kanadas spielt, lässt die Autorin oft einzelne französische Ausdrücke oder Sätze einfließen. Dies gilt auch für viele Titel ihrer Romane.

### Temperance Brennan als Fernseh-Figur
Am 13. September 2005 startete im US-Fernsehsender FOX die Fernsehserie „Bones – Die Knochenjägerin“ (engl. Originaltitel: Bones), die in Zusammenarbeit mit Kathy Reichs produziert wird. Es handelt sich dabei nicht um eine Verfilmung ihrer Romane. Die Serie weist eher inhaltliche und formale Parallelen zu der US-amerikanischen Fernsehserie „CSI: Den Tätern auf der Spur“ auf.
Aus der Buchvorlage wurden lediglich einige Motive übernommen, darunter der Charakter der Dr. Temperance Brennan (dargestellt von der US-Schauspielerin Emily Deschanel). Brennan, Spitzname Bones (dt.: Knochen), arbeitet in der Serie für ein Labor der Jeffersonian Institution. Sie ist Teil eines sechsköpfigen Ermittlerteams.
Die Hauptfigur der Serie ist nicht nur deutlich jünger als die Dr. Brennan in Reichs Büchern, sondern weist auch viele charakterliche und biografische Unterschiede zu ihr auf. Allerdings hat sie mit ihrer Schöpferin gemeinsam, dass sie in ihrer Freizeit Romane schreibt. Heldin ihrer Bücher: eine forensische Anthropologin namens Kathy Reichs. Vollends vermischt werden Realität und literarische Ebenen dadurch, dass Reichs (als von Brennan erschaffene Romanfigur innerhalb der Serie) einen Partner namens „Andy“ (also Lieutenant-Détective Andrew Ryan aus den Romanen der „realen“ Kathy Reichs) an ihrer Seite hat.

## Bibliographie
Temperance-Brennan-Romane
1. Déjà Dead (1997), dt. Tote lügen nicht (1998)
2. Death du Jour (1999), dt. Knochenarbeit (1999)
3. Deadly Décisions (2000), dt. Lasst Knochen sprechen (2001)
4. Fatal Voyage (2001), dt. Durch Mark und Bein (2002)
5. Grave Secrets (2002), dt. Knochenlese (2003)
6. Bare Bones (2003), dt. Mit Haut und Haar (2004)
7. Monday Mourning (2004), dt. Totenmontag (2004)
8. Cross Bones (2005), dt. Totgeglaubte leben länger (2005)
9. Break no Bones (2006), dt. Hals über Kopf (2006)
10. Bones to Ashes (2007), dt. Knochen zu Asche (2007)
11. Devil Bones  (2008), dt. Der Tod kommt wie gerufen (2008)
12. 206 Bones (2009), dt. Das Grab ist erst der Anfang (2009)
13. Spider Bones (2010), dt. Blut vergisst nicht (2010)
14. Flash and Bones (2011), dt. Fahr zur Hölle (2011)
15. Bones Are Forever (2012), dt. Knochenjagd (2012)
16. Bones of the Lost (2013), dt. Totengeld. Blessing Verlag, München 2013, ISBN 978-3-89667-452-4.
17. Bones Never Lie (2014), dt. Knochen lügen nie. Blessing Verlag, München 2015, ISBN 978-3-89667-453-1.
18. Speaking in Bones (2015), dt. Die Sprache der Knochen. Blessing Verlag, München 2016, ISBN 3896674544.
19. The Bone Collection (2016), dt. Die Knochenjägerin. Vier Fälle für Tempe Brennan. Blessing Verlag, München 2017, ISBN 978-3-896-67580-4.
20. A Conspiracy of Bones (2020), dt. Das Gesicht des Bösen. Blessing Verlag, München 2020, ISBN 978-3-89667-455-5.
21. The Bone Code (2021), dt. Der Code der Knochen. Blessing Verlag, München 2021, ISBN 978-3-89667-724-2.
22. Cold, Cold Bones (2022), dt. Kalte, kalte Knochen. Blessing Verlag, München 2022, ISBN 978-3-89667-740-2.
23. The Bone Hacker (2023), dt. Die Hand des Todes. Heyne Verlag, München 2024, ISBN 978-3-453-27476-1.
24. Fire and Bones (2024), dt. Die Sprache der Flammen. Heyne Verlag, München 2025 ISBN 978-3-453-27525-6.

Virals-Romane
1. Virals (2010), dt. Virals – Tote können nicht mehr reden (2011)
2. Seizure (2011), dt. Virals – Nur die Tote kennt die Wahrheit (2012)
3. Code (2013), dt. Virals – Jeder Tote hütet ein Geheimnis (2013), ISBN 978-3-570-15367-3
4. Exposure (2014)
5. Terminal (2015)

Sunday-Night-Reihe
1. Two Nights (2017), dt. Blutschatten. Blessing Verlag, München 2018, ISBN 978-3-896-67621-4.

## Hörbücher
- 2003: Knochenlese, Random House Audio Köln, ISBN 3-89830-479-5, gekürzt, 4 CDs gelesen von Hansi Jochmann, 312 Min.
- 2004: Mit Haut und Haar, Random House Audio Köln, ISBN 978-3898306706, gekürzt, 6 CDs gelesen von Hansi Jochmann, 420 Min
- 2005: Totenmontag, Random House Audio Köln, ISBN 3-89830-919-3, gekürzt, 6 CDs gelesen von Hansi Jochmann, 339 Min.
- 2006: Durch Mark und Bein, Random House Audio Köln, ISBN 978-3-86604-215-5, gekürzt, 5 CDs gelesen von Hansi Jochmann, 377 Min.
- 2006: Totgeglaubte leben länger, Random House Audio Köln, ISBN 978-3866040830, gekürzt, 6 CDs gelesen von Hansi Jochmann, 383 Min.
- 2007: Knochen zu Asche, Random House Audio Köln, ISBN 978-3866047082, gekürzt, 6 CDs gelesen von Katja Riemann, 427 Min.
- 2007: Hals über Kopf, Random House Audio Köln, ISBN 978-3866044470, 6 CDs gelesen von Gesine Cukrowski, 448 Min.
- 2008: Der Tod kommt wie gerufen, Random House Audio Köln, ISBN 978-3866048942, gekürzt, 6 CDs gelesen von Katja Riemann, 446 Min.
- 2009: Das Grab ist erst der Anfang, Random House Audio Köln, ISBN 978-3837102222, gekürzt, 6 CDs gelesen von Simone Thomalla, 419 Min.
- 2010: Blut vergisst nicht, Random House Audio Köln, ISBN 978-3837103960, gekürzt, 6 CDs gelesen von Hansi Jochmann, 420 Min.
- 2011: Virals, Random House Audio Köln, ISBN 978-3837107753, gekürzt, 6 CDs gelesen von Anna Thalbach, 415 Min.
- 2011: Fahr zur Hölle, Random House Audio Köln, ISBN 978-3837109696, gekürzt, 6 CDs gelesen von Ranja Bonalana, 420 Min.
- 2011: Knochenarbeit, Random House Audio Köln, ISBN 978-3-8371-1083-8, ungekürzt, eAudio gelesen von Ranja Bonalana, 833 Min.
- 2012: Tote lügen nicht, Random House Audio Köln, ISBN 978-3-8371-1163-7, gekürzt, eAudio gelesen von Ranja Bonalana, 468 Min.
- 2012: Knochenarbeit, Random House Audio Köln, ISBN 978-3-8371-1163-7, gekürzt, eAudio gelesen von Ranja Bonalana, 423 Min.
- 2012: Lasst Knochen sprechen, Random House Audio Köln, ISBN 978-3-8371-1163-7, gekürzt, eAudio gelesen von Ranja Bonalana, 467 Min.
- 2012: Knochenjagd, Random House Audio Köln, ISBN 978-3-8371-1800-1, gekürzt, 6 CDs gelesen von Simone Thomalla, 423 Min.
- 2013: Totengeld, Random House Audio Köln, ISBN 978-3837121872, gekürzt, 6 CDs gelesen von Britta Steffenhagen, 415 Min.
- 2015:  Knochen lügen nie, Random House Audio Köln, ISBN 978-3-8371-2670-9, gekürzt, 6 CDs gelesen von Britta Steffenhagen, 450 Min.
- 2016: Die Sprache der Knochen, Random House Audio Köln, ISBN 978-3-8371-3158-1, gekürzt, 6 CDs gelesen von Britta Steffenhagen, 453 Min.
- 2020: Das Gesicht des Bösen, Random House Audio Köln, ISBN 978-3837135725, gekürzt, 6 CDs gelesen von Britta Steffenhagen, 481 Min.
- 2021: Der Code der Knochen, Random House Audio Köln, ISBN 978-3837157680, gekürzt, 6 CDs gelesen von Britta Steffenhagen, 640 Min.
- 2022: Kalte, kalte Knochen, Random House Audio Köln, ISBN 978-3837162417, gekürzt, 1 .mp3-CD gelesen von Britta Steffenhagen, 600 Min.
- 2024: Die Hand des Todes, Random House Audio Köln, ISBN 978-3-8371-6730-6, gekürzt, eAudio gelesen von Britta Steffenhagen, 517 Min.